# Ponte Manin

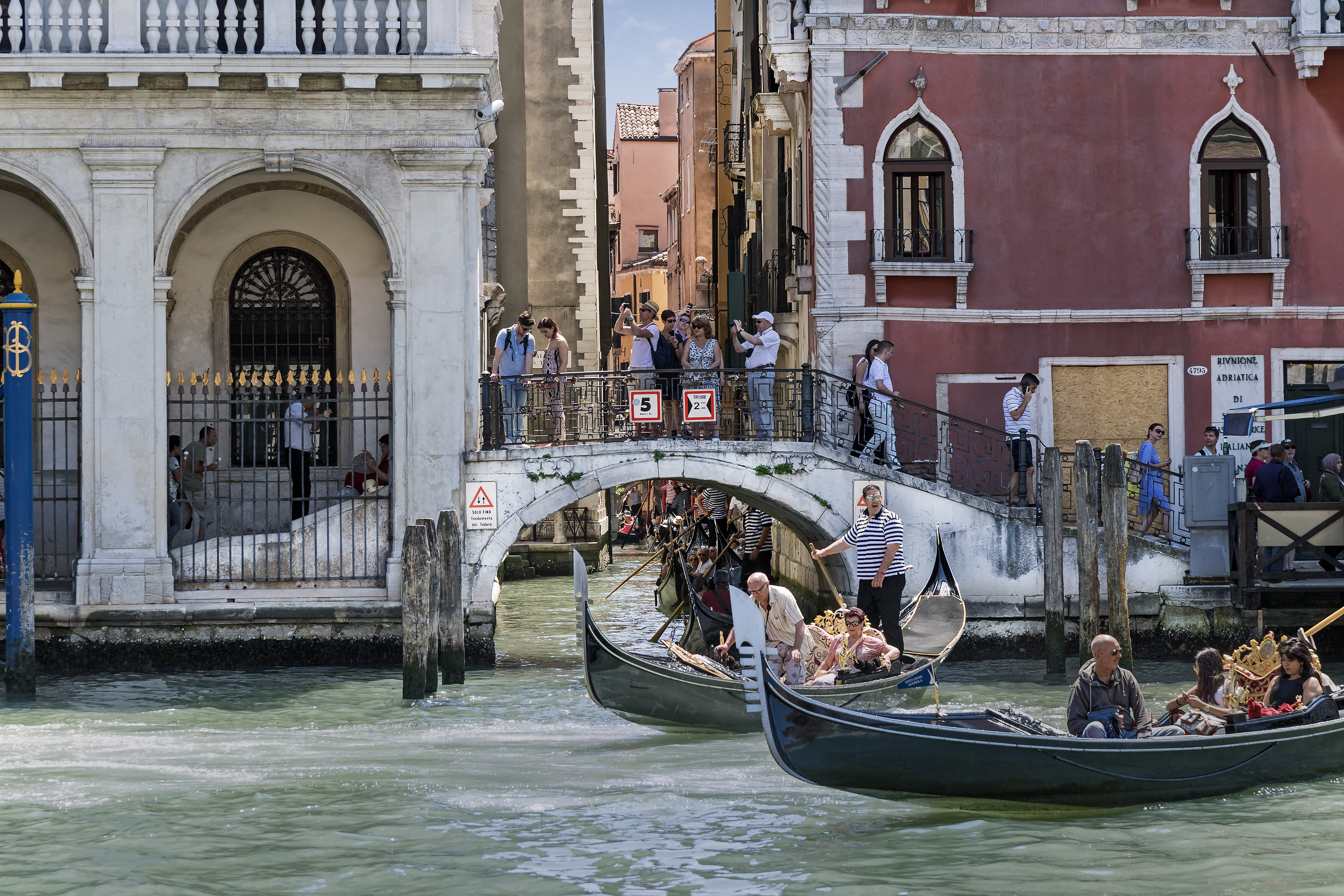
Ponte Manin

Beim Ponte Manin handelt es sich um eine Brücke im venezianischen Sestiere San Marco. Sie verläuft parallel zum Canal Grande, überspannt den Rio de San Salvador und verbindet die Riva del Carbòn mit der Riva di Ferro.
Ihren Namen verdankt sie möglicherweise dem Adelsgeschlecht Manin, das im 19. Jahrhundert den Palazzo Dolfin besaß. In diesem Palast wohnte der letzte Doge der Republik Venedig, Ludovico Manin.